# D.Gray-man
D.Gray-man (яп. ディー・グレイマン Ди: Гурэйман, Ди Грей-мен) — манга Кацуры Хосино. Впервые была выпущена в 2004 году в Shonen Jump и продолжает выпускаться до сих пор. Сейчас манга насчитывает более 200 глав. Также есть серия романов Reverse, рассказывающая о прошлом персонажей. Аниме вышло в эфир 3 октября 2006 года и насчитывает 103 серии. В 2013 году выпуск манги был приостановлен на 2 года. Однако 17 июля 2015 года выпуск манги продолжился в новом ежеквартальном журнале.
Среди нескольких вариантов названия будущей манги («Куронова», «Куклы», «Зона») автор в конечном итоге выбрала «D.Gray-man» («Серый человек»), что по её словам связано с доминированием в произведении чёрного и белого цветов, дающих в слиянии серый.
Основным сюжетом аниме и манга не различаются, однако в аниме имеются филлерные вставки, повествующие, в основном, о том, как экзорцисты разыскивали и защищали оставшихся в живых генералов (к примеру, Аллен и Линали — генерала Кросса).
На эвенте Jump Festa в конце 2015 года был анонсирован выход в 2016 году нового аниме на основе манги. Премьера сериала состоялась 5 июля 2016 года.

## Сюжет
Действие D.Gray-man разворачивается в альтернативной Европе XIX века и рассказывает о Тысячелетнем Графе, строящем планы по уничтожению мира, при помощи созданных им демонов — человекоподобных существ, представляющих собой живые орудия и соединяющих в себе душу умершего человека и механическое тело, и экзорцистах, которые освобождают души умерших людей путём уничтожения демонов. Экзорцисты состоят в некой огромной организации, которая существует 100 лет, ищет сердце «Чистой силы» и называется Чёрный Орден (яп. 黒の教団 Куро но кё:дан).
Экзорцисты — это особенные люди, наделенные взаимосвязью с «Чистой силой», божественной субстанцией, созданной много веков назад для того, чтобы бороться с созданиями Графа. Известно, что Чистая Сила в виде 109 частей разбросана по всему миру. Как только частица Чистой силы вступит во взаимосвязь с подходящим человеком, она может быть превращена в оружие для борьбы с демонами.
Целью Тысячелетнего Графа и его слуг также является поиск так называемого «Сердца чистой силы». Это особая форма Чистой Силы, которая обеспечивает существование всех остальных 109 частей. Уничтожение Сердца приведёт к уничтожению остальных частей.

## Понятия мира D.Gray-man
Демоны (яп. 悪魔 акума) — механизмы, использующие для работы душу заключённого в них человека. Если у умершего был кто-то, кто его очень любит, то к нему может прийти Тысячелетний Граф и предложить вернуть погибшего — достаточно его просто позвать. Однако, возвращённая душа становится пленницей тела демона и вынуждена выполнять все приказы Тысячелетнего. Чем больше людей убьёт демон, тем быстрее он сможет эволюционировать, существуют следующие уровни их развития:
- I — простые создания, формой напоминающие воздушные шары. Достаточно примитивны и однообразны. Используют простую атаку — стрельба пулями из собственной крови.
- II — имеют индивидуальную внешность, голос, способность мыслить, разнообразный набор атак, индивидуальные для каждого демона.
- III — выглядят достаточно однообразно, однако очень устойчивы к атакам, невероятно сильны, значительно превосходят 2 уровень, получают возможность использовать «темный элемент», своеобразный аналог «чистой силы» у экзорцистов. Тысяча демонов третьего уровня могут объединяться в «гигантского демона» — чудовище колоссальных размеров, которое невероятно трудно уничтожить. Обычный экзорцист вполне может проиграть в битве этому уровню.
- IV — близки к человеческой форме, обладают невероятной силой. В одиночку сражаться с ними могут разве что генералы.

Генерал (или Маршал) — экзорцист, чей уровень синхронизации превысил критическую отметку (то есть 100 %). Таких экзорцистов меньше десятка, но их сила в несколько раз превышает силу обычного экзорциста. Для генералов демоны ниже 4 уровня не представляют опасности.
Падший — экзорцист, у которого уровень синхронизации с Чистой Силой упал ниже нуля. В основном это бывает, если экзорцист предаёт Чистую Силу, как это и произошло с Суманом Дарком. Также Падшим может стать человек, не являющийся экзорцистом, синхронизировавшийся с Чистой Силой насильно. В данном случае не человек управляет Чистой Силой, а Чистая сила управляет человеком, используя его жизненную энергию.
Искусственные апостолы — вторые экзорцисты, созданные искусственным путём. Апостолы живучи и имеют способность к регенерации. Создание Второго экзорциста требует мозг убитого экзорциста, но при этом все воспоминания убитого экзорциста блокируются. Однако, память убитого экзорциста может передаться Апостолу, как это случилось с Ю Кандой.
Книгочей — человек, записывающий так называемую «Незаписанную историю», то есть историю, которая нигде не упоминается. Историки всегда держались в тени и старались не принимать участие в событиях, которые они записывали. Каждый из историков имеет феноменальную память.

## Музыка

### Открывающие темы
- «INNOCENT SORROW» : сер. 1-25

Исполняет: Abingdon Boys School
- «Brightdown»: сер. 26-51

Исполняет: Нами Тамаки
- «Doubt & Trust»: сер. 52-76

Исполняет: Access
- «Gekidou» : сер. 77-103

Исполняет: UVERworld

### Закрывающие темы
- «SNOW KISS» : сер. 1-13

Исполняет: NIRGILIS.
- «Pride of Tomorrow»: сер. 14-25

Исполняет: June
- «Yume no Tsuduki he» : сер. 26-38

Исполняет: surface
- «Antoinette Blue» : сер. 39-51

Исполняет: Нана Китадэ
- «Anata ga Koko ni Iru Riyuu» : сер. 52-64

Исполняет: Rie fu
- «Wish» : сер. 65-76

Исполняет: Sowelu
- «Regret» : сер. 77-89

Исполняет: Май Хосимура
- «Changin'» : сер. 90-103

Исполняет: Stephanie